# Oratorio di Santa Croce (Oliena)
L'oratorio di Santa Croce è un edificio religioso situato a Oliena, centro abitato della Sardegna centro-orientale.

Edificato nel primo Seicento, è da sempre sede dell'omonima confraternita, costituitasi il 16 giugno 1580.